# دوگر
دوگر یک روستا در ایران است که در دهستان سنجبد جنوبی واقع شده‌است. دوگر ۱۲۷ نفر جمعیت دارد.